# Llei Minúcia
La llei Minúcia (Lex Minucia) va ser una llei romana proposada pel tribú de la plebs Marc Minuci Ruf, l'any 121 aC. La llei prohibia reedificar Cartago per establir una colònia romana. L'afer es va arrossegar uns quants anys.